# Luis Roldán Ibáñez
Luis Roldán Ibáñez (Saragossa, 16 d'agost de 1943-Saragossa, 24 de març de 2022) va ser un polític espanyol, militant del Partit Socialista Obrer Espanyol (PSOE), famós per un escàndol de corrupció política.

## Biografia
L'any 1976 va ingressar al Partit Socialista Obrer Espanyol (PSOE) i el 29 de desembre de 1982 va ser nomenat delegat del Govern espanyola a Navarra. En l'exercici d'aquest càrrec va obtenir notables èxits, principalment en la lluita contra la lluita armada d'Euskadi Ta Askatasuna (ETA). El 31 d'octubre de 1986 va ser nomenat pel Consell de Ministres director general de la Guàrdia Civil, essent la primera vegada en la història d'aquesta institució que aquest càrrec quedava en mans d'un civil. En el balanç de la seva gestió destaca l'èxit obtingut el març de 1992, quan va ser desarticulada a Bidart (Iparralde) la 'cúpula' d'ETA, encapçalada pel buscat Francisco Mujika Garmendia, ('Pakito' i 'Artapalo'), a part d'altres comandos.
Però no només ETA va determinar la seva feina. Quan el 1988 José Luis Corcuera va arribar a Ministre de l'Interior espanyol es va proposar modernitzar totes les Forces de Seguretat de l'Estat i en aquest programa també va implicar la Guàrdia Civil. El novembre de 1993, quan Corcuera va anunciar la seva dimissió i sol·licitar el cessament de Roldán, Diario 16 va destapar un suposat escàndol pel "desmesurat" increment del seu patrimoni durant el seu mandat.

## Adquisicions amb sou públic
Segons el diari, amb el seu sou públic -que el 1993 era de 600.000 pessetes-, Roldán havia acumulat un patrimoni integrat per un xalet a Zizur Zendea (Navarra), un altre a Aravaca (Comunitat de Madrid), un pis de 332 metres quadrats al passeig de la Castellana de Madrid, un altre terreny a Cambrils i una excel·lent finca d'arbres fruiters a Mequinensa, a més d'altres propietats que, després del seu divorci, havien passat a la seva ex-dona.
El 3 de desembre de 1993 va cessar com a cap de la Direcció General de la Guàrdia Civil i va ser substituït pel llavors governador civil de Barcelona, Ferran Cardenal i de Alemany. El 17 de febrer de 1994, el ple del Congrés dels Diputats va aprovar per unanimitat la creació d'una comissió d'investigació de la gestió de Roldán durant la seva etapa de director general de la Guàrdia Civil. Poc després, l'1 de març, quedava constituïda aquesta comissió, la qual va començar oficialment els seus treballs el 10 de març per a un període de tres mesos. El 21 d'abril de 1994, el PSOE va suspendre cautelarment de militància Roldán fins a la resolució del cas i Jorge Esparza, el seu testaferro, va comparèixer davant la comissió. Les cada vegada més nombroses dades en contra de Roldán van provocar que, el 27 d'abril, la Fiscalia sol·licités a la jutgessa Ana María Ferrer, que instruïa el sumari, la retirada del passaport de l'exdirector de la Guàrdia Civil per a impedir la seva sortida del país.

## Citat i desaparegut
Al cap de dos dies, Roldán no va comparèixer davant el jutjat d'instrucció número 16 de Madrid que l'havia citat i el seu titular va dictar ordre de detenció contra ell. Per a sorpresa general, les Forces de Seguretat de l'Estat no el van localitzar i el 30 d'abril, el Ministre de l'Interior, Antoni Asunción, presentava la seva dimissió al president del Govern assumint les seves responsabilitats «polítiques i tècniques» per la seva fugida. El 27 de febrer de 1995, Roldán va ser detingut per la policia espanyola en l'àrea de trànsit de l'aeroport de Bangkok, presumiblement lliurat per les autoritats laosianes amb la mediació de l'agent secret espanyol Francisco Paesa. Un dia més tard, després de viatjar a Madrid via Roma, va ser posat a la disposició de la jutgessa Ana Ferrer qui va decretar el seu ingrés a la presó.
El 26 de febrer de 1998, quatre anys després del començament de l'escàndol, Roldán va ser sentenciat a 28 anys de presó pels delictes de malversació, estafa, suborn i cinc delictes contra la hisenda pública. La sentència va considerar provat que va robar més de 400 milions de pessetes (aproximadament 2,4 milions de €) de fons reservats i va rebre 1.800 milions de pessetes en comissions d'obres de l'institut armat. Al costat de Roldán es va condemnar a 16 anys al seu testaferro, Jorge Esparza, i a 4 anys a la seva esposa Blanca Rodríguez-Porto. A més, l'Audiència Provincial de Madrid li va imposar una multa de 1.600 milions de pessetes i el va condemnar al pagament de dues indemnitzacions a l'Estat per valor de 578 i 957 milions de pessetes. El 21 de desembre de 1999, el Tribunal Suprem d'Espanya va augmentar de 28 a 31 anys de presó la pena que se li havia imposat l'any anterior. Roldán va ingressar a la presó de Brieva (Àvila) el 28 de febrer de 1995.

## El cas Roldán en el món de la ficció
- Francisco Ibáñez es va fer ressò d'aquests successos en el còmic Mortadelo y Filemón - Corrupción a mogollón, de 1994.
- Manuel Vázquez Montalbán també se'n va fer per a la novel·la del cicle Pepe Carvalho Roldán, ni vivo ni muerto, de 1994.
- Alberto Rodríguez va dirigir al 2016 el llargmetratge El hombre de las mil caras, protagonitzada per José Coronado i Eduard Fernández.